# Сергазиев, Абулай Сергазиевич
Абулай Сергазиевич Сергазиев (15.09.1896 — 15.03.1938) — советский и казахский государственный деятель, член ВЦИК и ЦИК СССР.

## Биография
Родился в ауле № 5 Писталитаусской волости Джизакского уезда Самаркандской области в семье крестьянина-скотовода. Происходит из подрода мангытай рода котенши племени конырат.
Член РКП(б) с 1918 года.
Окончил русско-туземное училище и 4 классное высшее начальное училище в Самарканде (1904-13), экстерном — Учительскую семинарию в Ташкенте (1916).
Послужной список:
- 1913—1916 делопроизводитель, инспектор инспекции мелкого кредита (Самарканд);
- 1916—1917 учитель и директор русско-туземных школ в Самарканде и Катта-Кургане;
- 1917 комиссар милиции в Катта-Кургане;
- 1917—1918 член Катта-Курганского уездного исполкома, председатель следственной комиссии, зам. уездного комиссара, комиссар внутренних дел Катта-Курганского уездно-городского ревкома;
- 1918—1919 председатель Катта-Курганского уездно-городского ревкома;
- 1919—1920 председатель Самаркандской уездной ЧК, председатель Ташкентского уездно-городского исполкома, зам. председателя Самаркандского облисполкома;
- 1920—1922 председатель Самаркандского облисполкома Туркестанской ССР;
- 1920—1922 член коллегии Туркестанской ЧК и член коллегии Наркомпроса Туркестанской ССР;
- 1922 председатель Комитета по борьбе с голодом (Комгол) при КазЦИК;
- 1923 председатель Сырдарьинского облисполкома, председатель Чрезвычайной тройки по борьбе с басмачеством в Сырдарьинской области;
- 1923—1924 нарком просвещения Туркестанской ССР;
- 1924 зам. председателя СНК, зам. Наркома внутренней торговли, зам. председателя ЭКОСО, зам. председателя и председатель Госплана, председатель Малого СНК ТССР, член Бюро ЦК КПТ по созыву съездов на территории, отходящей к Казреспублике;
- 1924—1925 зам. председателя Комиссии по размежеванию Средней Азии;
- 02.1925-09.1926 председатель Госплана — 1-й зам. председателя СНК Казахской АССР;
- 1926—1927 1-й зам. начальника Комитета водного хозяйства при ЭКОСО Средней Азии — член президиума ЭКОСО — полпред Казахстана при Среднеазиатских органах, Ташкент;
- 08-10.1927 начальник Управления водного хозяйства при СНК Каз. АССР;
- 1927—1928 председатель правления АО «Средазкурорт», Ташкент;
- 10.1928-11.1929 председатель правления Средазкомбанка — член президиума ЭКОСО (Экономического совещания) Средней Азии;
- 11.1929-07.1931 1-й зам. председателя президиума Среднеазатского ЭКОСО, член Совета по внешней торговле СССР по Туркестану;
- 07.1931-06.1932 в командировке в США;
- 06.1932-10.1934 председатель ЭКОСО Средней Азии и Госплана — председатель правления Азиябанка;
- 07.1933-01.1935 уполномоченный Комитета заготовок при СНК СССР по Средней Азии;
- 04.1935 председатель Ликвидкома всех Среднеазиатских органов, Ташкент;
- 03.1935-08.1936 1-й зам. управляющего Западно-Сибирского краевого управления Госбанка СССР (Новосибирск);
- 08.1936 — 08.1937 уполномоченный Комитета заготовок при СНК по Ивановской промышленной области.

Арестован НКВД в г. Иваново 15.08.1937. военной коллегией ВК СССР 15.03.1938 приговорен к ВМН, расстрелян.
Член ЦК Компартии Туркестана (1920—1924), президиума (бюро) Казакского обкома-крайкома ВКП(б) (09.1924-1925), президиума КазЦИК (09.1924-1925), член Средазбюро ЦК ВКП(б).
Член ВЦИК 10-го (12.1922-1923) и 11-го (1923—1924) созывов, ЦИК СССР 1-го созыва (12.1922-1923), ЦИК Туркестана (8-11 созывов). Кандидат в члены президиума ТурЦИК (с 1923 г.).
Награждён грамотой «Герой Труда» (декабрь 1922), орденом Боевого Красного Знамени (26.03.1924), маузером и серебряной саблей — за участие в ликвидации басмачества в Самаркандском округе, Почётной Грамотой ВЦИК.
Сын — Шамиль Абулаевич Сергазиев (24.12.1925, Самарканд — ?), участник войны, зам. постпреда Казахской ССР в Москве (1964—1987).